# Oltenești
Oltenești es una comuna ubicada en el distrito de Vaslui, Rumania.

## Superficie
Posee una superficie de 82,20 kilómetros cuadrados.

## Demografía
Hasta 2021 la población era de 2108 habitantes, con una densidad de población de 25,64 habitantes por kilómetro cuadrado.